# William Graham Sumner
William Graham Sumner (ur. 30 października 1840 w Paterson, zm. 12 kwietnia 1910 w New Haven) – amerykański socjolog, profesor Uniwersytetu Yale.

## Życiorys
Ojciec darwinizmu społecznego, czyli koncepcji rozciągającej zasady ewolucji postulowane przez Darwina na zbiorowości ludzkie. Założyciel samodzielnego wydziału Socjologii na Uniwersytecie chicagowskim. Do klasyki socjologicznej weszła jego książka Folkways (sposoby życia) (1906). Zbiór innych prac socjologicznych został wydany pośmiertnie w czterech tomach pt. Science of Society (Nauka o społeczeństwie) (1927). Socjologię pojmował jako naukę o „życiu społecznym”, czyli o wszelkich zjawiskach towarzyszących tworzeniu i funkcjonowaniu ludzkich zbiorowości. Zjawiska takie należy badać równie obiektywnymi metodami jak zjawiska przyrodnicze. Wynikają one bowiem z czterech naturalnych emocji i potrzeb ludzkich: głodu, seksu, próżności i strachu. Interes to warunki sprzyjające realizacji potrzeb. Interesy różnych ludzi są różne, stąd nieuchronny konflikt interesów, konkurencja życiowa i walka, w której wygrają najsilniejsi. Istotnym czynnikiem determinującym natężenie walki jest gęstość przestrzeni społecznej proporcja ludności do terytorium.
Aby prawa ewolucji – przetrwania najsilniejszych, doboru naturalnego itp. – działały bez przeszkód, pole walki musi być wolne od ingerencji państwa, która jest sprzeczna z naturą. ci, którzy przegrywają w walce o przetrwanie – bezrobotni, bezdomni, analfabeci, nędzarze – sami są sobie winni i nie zasługują na pomoc i współczucie. Trzon społeczeństwa tworzą reguły społeczne, normatywne wzory postępowania rozpowszechnione w zbiorowości, które Sumner określał mianem folkways. Wskazują one właściwy sposób działania we wszystkich życiowych sytuacjach. Umacniają się stopniowo, przechodząc cztery stadia: najpierw są tylko próbami zaspokojenia potrzeb, potem stają się tym, „co się zazwyczaj robi”, następnie „drugą naturą”, bezrefleksyjnym sposobem życia. Dzięki tyranii folkways, z których wpływu nikt nie może się uwolnić, takich regułach, które podporządkowane są wartościom wyższym: dobru i prawdzie. Często przybierają one postać silne sankcjonowanych zakazów: tabu.
Każde społeczeństwo ma swoisty etos, czyli styl normatywny: kompleks charakterystycznych dla siebie zwyczajów i reguł moralnych. Wynikają one z lokalnych tradycji i nie mogą być uznawane za lepsze lub gorsze od innych. Prawo stanowione jest skuteczne tylko tyle, o ile odpowiada lokalnemu etosowi, nie narusza wytworzonych spontanicznie folkways i mores. Państwo może jedynie wspierać zwyczaje i reguły moralne, nie może zaś ich zmieniać.